# Elliot Omozusi
Elliot Junior Omozusi (født 15. december 1988 i London, England) er en engelsk fodboldspiller, der spiller hos Chelmsford City. Han har tidligere spillet en årrække hos Fulham og Leyton Orient.
Omozusi blev den 17. november idømt 2½ år i fængsel for at have intimideret et vidne i en mordsag og fik efterfølgende ophævet sin kontrakt med Orient.

## Landshold
Omozusi har (pr. april 2018) endnu ikke optrådt for Englands A-landshold, men har siden 2006 spillet ni kampe for landets U-19 hold. Omozusi er halvt nigeriansk og er dermed også til rådighed for det nigerianske fodboldlandshold.